# Dagbladet Holstebro-Struer
 Der er for få eller ingen kildehenvisninger i denne artikel, hvilket er et problem. Du kan hjælpe ved at angive troværdige kilder til de påstande, som fremføres i artiklen.

Dagbladet Holstebro-Struer (i lokalområdet blot omtalt som Dagbladet) er et lokalt dagblad. Den nuværende chefredaktør hedder Søren Egebjerg Pedersen. Han er samtidig chefredaktør for Lemvig Folkeblad, som er en selvstændig udgave af Dagbladet Holstebro-Struer.
Avisen dækker et geografisk område svarende til Holstebro, Struer, Thyholm, Vinderup, og Ulfborg-Vemb Kommuner, som de så ud før strukturreformen trådte i kraft 1. januar 2007.
Dagbladet udkommer ifølge Dansk Oplagskontrol i 11.266 eksemplarer (1. halvår 2006). Avisen udkommer om eftermiddagen mandag – fredag og som morgenavis om lørdagen. Avisen oplyser på sin hjemmeside, at den har 52.000 læsere.
Dagbladet Holstebro-Struer er sammen med bl.a. Århus Stiftstidende en del af Midtjyske Medier, der ejes af Berlingske Media.

## Politisk tilhørsforhold / redaktionel linje
Dagbladet har tidligere haft en markant liberal profil. Eksempelvis var stifteren af De Bergske Blade, som avisen indtil etableringen af Midtjyske Medier var en del af, Christen Berg, rigsdagmand for Venstre fra 1865 og hovedmand bag partiprogrammet for Det forenede Venstre 1872.
I en længere periode har Dagbladet været tilknyttet den nu nedlagte nyhedstjeneste Den Liberale Presse. 

## Historie
Dagbladet Holstebro-Struer blev stiftet 17. oktober 1881 af Venstremanden Christen Berg under navnet  Holstebro Dagblad. Avisens nuværende navn opstod 5. september 1983 ved en sammenlægning af Holstebro Dagblad, Struer Dagblad og Herning Dagblad, som var et aftryksblad af Holstebro Dagblad, hvor kun avishovedet og kolofonen var forskelligt fra moderavisen.
Berg samlede i 1901 Holstebro Dagblad og en række andre dagblade i selskabet De Bergske Blade.
Den Bergske familie solgte i begyndelsen af 1990'erne De Bergske Blade til Det Berlingske Officin, Nordjyske Stiftstidende og Fyens Stiftstidende.
I 2005 skiftede Lemvig Folkeblad fra at være en selvstændig udgave af Ringkøbing Amts Dagblad til den nuværende status som selvstændig udgave af Dagbladet Holstebro-Struer.
Debatredaktionen for De Bergske Blade leverede tidligere fælles indhold til dagbladene. Redigeringen foregik i Thisted, men da Thisted Dagblad 10. oktober 2006 blev solgt til Nordjyske Stiftstidende, blev debatredaktionen flyttet til Viborg Stifts Folkeblad. Det faldt sammen med, at De Bergske Blade fusioneret med Århus Stiftstidende, hvorved Midtjyske Medier blev dannet.
Alle dagblade i Midtjyske Medier blev 4. oktober 2007 relanceret som tabloidaviser med ensartet design. Som led i relanceringen bliver den daglige lederartikel skrevet af en ledende medarbejder på Dagbladet, lige som debatsiderne bliver redigeret lokalt.
Fredagsavisens tillæg om biler "Kør Godt" redigeres efter relanceringen i Århus Stiftstidendes sekretariat og er fælles for hele Midtjyske Medier. Lørdagsavisens feature-tillæg "Fri" redigeres fortsat i Holstebro, men er i dag fælles for hele Midtjyske Medier. Også lørdagsavisens tillæg med erhvervsstof og stillingsannoncer "Job MidtVest" redigeres uændret i Holstebro, dog med lejlighedsvise redaktionelle bidrag fra Århus Stiftstidende og Randers Amtsavis. Tillægget er fortsat fælles for de fire dagblade i Holstebro, Lemvig, Ringkøbing og Viborg (tidl. De Bergske Blade), idet de østjyske aviser har en selvstændig udgave kaldet "Job MidtØst" med næsten ens redaktionelt indhold men egne annoncer.
Efter relanceringen er De Bergske Blades ind- og udlandsredaktion flyttet fra Holstebro til Århus og er i dag fællesredaktion for Midtjyske Medier. Dagbladets ind- og udlandsstof har dermed fælles deadline med de østjyske morgenaviser – altså om aftenen dagen før Dagbladets udgivelsesdag. Tidligere var deadline cirka klokken ni om morgenen på udgivelsesdagen. Dagbladet har dog mulighed for at opdatere indholdet på siderne i løbet af morgenen på udgivelsesdagen, hvis der for eksempel sker ekstraordinære begivenheder i løbet af natten. Ind- og udlandsstof leveres udelukkende af Ritzau og Berlingske Tidende.
Også Midtjyske Mediers fællesredaktion for erhvervsstof deler efter relanceringen deadline med de østjyske morgenaviser. Erhvervsredaktionen er dog uændret placeret i Holstebro, hvor den stadig deler lokaler med Dagbladet. Det fælles erhvervsstof er efter relanceringen reduceret fra halvanden side broadsheet til én side tabloid i Dagbladet. Det fælles redaktionelle indhold leveres primært af Ritzau og Berlingske Tidende med undtagelsesvise bidrag fra Midtjyske Mediers egne medarbejdere. Som led i harmoniseringen af de seks dagblade i Midtjyske Medier har sidehovedet på Dagbladets erhvervsside skiftet navn fra "Job" til "Erhverv", uden at det dog har haft indflydelse på den redaktionelle linje.

## Produktionsforhold
Avisens aktiviteter omfatter produktion af dagblade, ugeaviser, netavis og lokalradio.
Dagbladet Holstebro-Struer har hovedredaktion i Holstebro og lokalredaktioner i Struer, Vinderup og Aulum.
Trykkeriet, der både producerer Dagbladet og tillæg er fælles for Midtjyske Medier, er placeret i Struer. De østjyske dagblade trykkes dog uændret i Vonsild.
Familien Randers (efterkommere af Berg) solgte De Bergske Blade til Klaus Riskær Pedersen, ved  hvis fallit Frederiksborg Amts Avis blev solgt fra, og De Bergske Blade blev overtaget af (3/3) Berlingske og (3/3) de tre stiftstidender.